# Христина-Софія Кеттлер
Христи́на-Софі́я Ке́ттлер (нім. Christina Sophia von Kettler; 15 листопада 1688 — 22 квітня 1694) — курляндська принцеса. Представниця німецької шляхетської династії Кеттлерів. Народилася в Мітаві, Семигалія. Донька Фрідріха-Казимира Кеттлера, герцога Курляндії і Семигалії, та його першої дружини Софії-Амалії Нассау-Зігенської. Померла в Мітаві, у віці 5 років, не досягнувши повноліття.

## Сім'я
- Батько: Фрідріх-Казимир Кеттлер (1650–1698) — герцог Курляндії і Семигалії (1682–1698).
- Матір: Софія-Амалія Нассау-Зігенська (1650–1688)
- Брати і сестри:

Фрідріх Кеттлер (1682—1683) помер неповнолітнім.
Марія-Доротея Кеттлер (1684–1743) ∞ 1703: Альберт-Фрідріх фон Гогенцоллерн (1672–1731).
Елеонора-Шарлотта Кеттлер (1686–1748) ∞ 1714: Ернст-Фердинанд Брандербург-Бевернський (1682–1746).
Амалія-Луїза Кеттлер (1687–1750) ∞ 1708: Фрідріх-Вільгельм-Адольф Нассау-Зігенський (1680–1722).